# أوليكسي لارين
أوليكسي لارين (بالأوكرانية: Ларін Олексій Андрійович)‏ هو لاعب كرة قدم أوكراني في مركز الدفاع، ولد في 4 يونيو 1994 في دنبرو في أوكرانيا. لعب مع نادي دنيبرو دنيبروبتروفسك.

## وصلات خارجية
- أوليكسي لارين على موقع اتحاد أوكرانيا (الإنجليزية)
- أوليكسي لارين على موقع قاعدة بيانات كرة القدم.إي يو (الإنجليزية)
- أوليكسي لارين على موقع Soccerway.com (الإنجليزية)